# أوديون

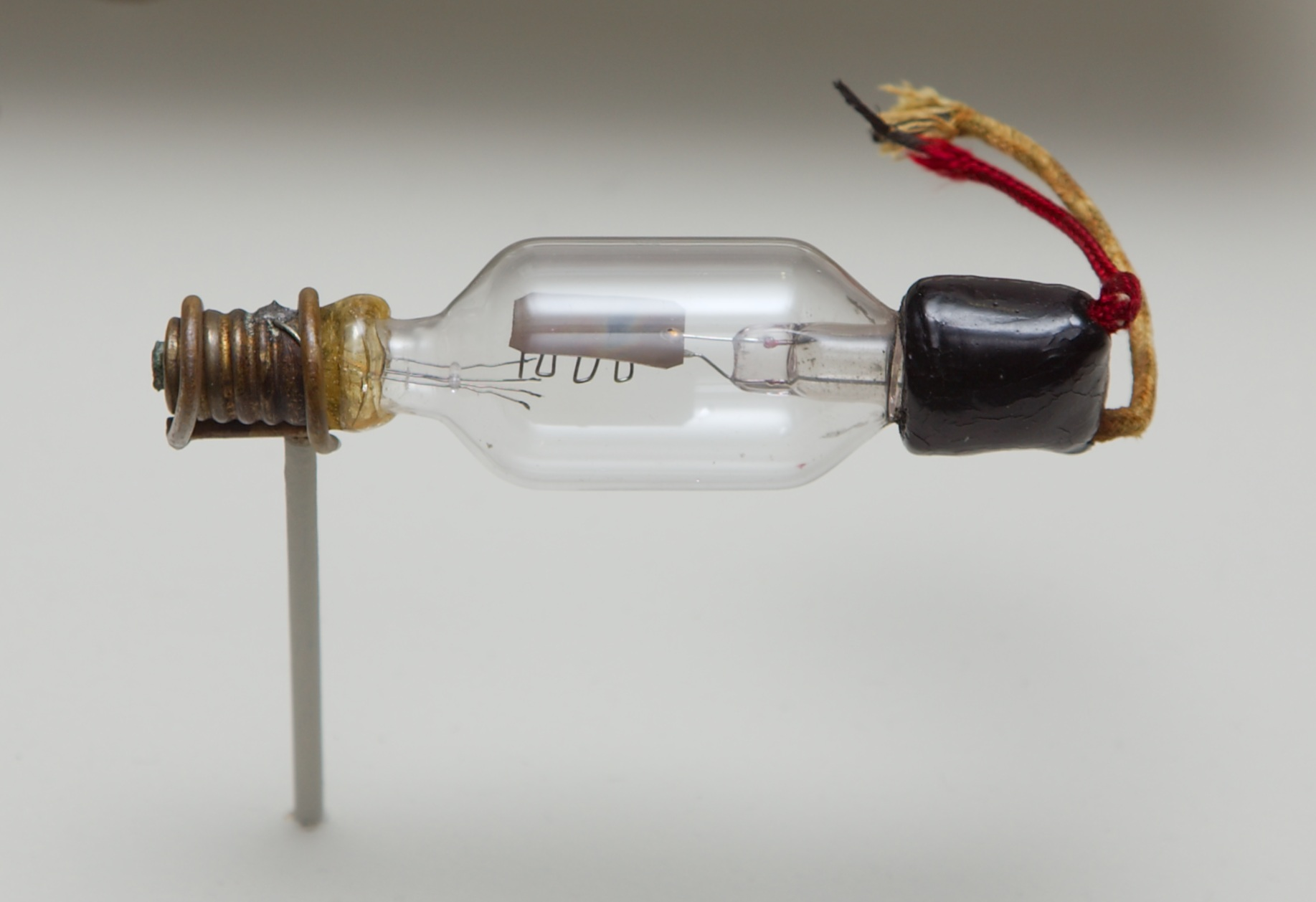
أوديون ذو صمام ثلاثي من 1908.

أوديون (بالإنجليزية: Audion) هي عبارة عن صمام مفرغ للكشف أو تضخيم إلكتروني  اخترعه المهندس الكهربائي الأمريكي لي دي فورست في عام 1906. كان أول صمام ثلاثي، يتكون من أنبوب زجاجي مفرغ يحتوي على ثلاثة أقطاب: سلك مسخن وشبكة ولوحة. يعتبر إختراع مهم في تاريخ التكنولوجيا لأنه كان أول جهاز إلكتروني مستخدَم على نطاق واسع بإمكانه التضخيم الإلكتروني. يمكن أن تتحكم إشارة الطاقة المنخفضة في الشبكة في المزيد من الطاقة في دائرة اللوحة.
كان لدى الأوديون غازات متبقية أكثر من الأنابيب المفرغة اللاحقة؛ حد الغاز المتبقي من النطاق الديناميكي وأعطى أوديون خصائص غير خطية وأداء غير منتظم. تم تطويره في الأصل ككاشف مستقبل الراديو عن طريق إضافة قطب كهربائي شبكي إلى صمام فلمنغ، ولم يجد فائدة تذكر حتى تم التعرف على قدرته على التضخيم حوالي عام 1912 من قبل العديد من الباحثين، الذين استخدموه لبناء أول مكبر للصوت مستقبلات الراديو والمذبذبات الإلكترونية. حفزت التطبيقات العملية العديدة للتضخيم تطورها السريع، وتم استبدال الأوديون الأصلي في غضون بضع سنوات بإصدارات محسّنة ذات فراغ أعلى.

## التاريخ
كان معروفًا منذ منتصف القرن التاسع عشر أن ألسنة اللهب الغازية موصلة للكهرباء، وقد لاحظ المجربون اللاسلكيون الأوائل أن هذه الموصلية تتأثر بوجود موجات الراديو. وجد دي فورست أن الغاز في الفراغ الجزئي الذي يتم تسخينه بواسطة سلك مصباح تقليدي يتصرف بنفس الطريقة إلى حد كبير، وأنه إذا تم لف سلك حول الغلاف الزجاجي، يمكن للجهاز أن يعمل ككاشف للإشارات الراديوية. في تصميمه الأصلي، تم إغلاق لوحة معدنية صغيرة في مبيت المصباح، وتم توصيله بالطرف الموجب لبطارية 22 فولت عبر زوج من سماعات الرأس، حيث يتم توصيل الطرف السالب بجانب واحد من فتيل المصباح. عندما تم تطبيق إشارات لاسلكية على السلك الملفوف حول السطح الخارجي للزجاج، تسببت في حدوث اضطرابات في التيار الذي ينتج أصواتًا في سماعات الرأس.
كان هذا تطورًا مهمًا حيث كانت الأنظمة اللاسلكية التجارية الحالية محمية بشدة ببراءات الاختراع؛ سيسمح نوع جديد من الكاشفات لدي فورست بتسويق نظامه الخاص. اكتشف في النهاية أن توصيل دائرة الهوائي بقطب كهربائي ثالث يوضع مباشرة في مسار التيار الفضائي يحسن الحساسية بدرجة كبيرة؛ في إصداراته الأولى، كان هذا مجرد قطعة من الأسلاك مثنية على شكل شبكة حديدية.

## التطبيقات والإستخدام

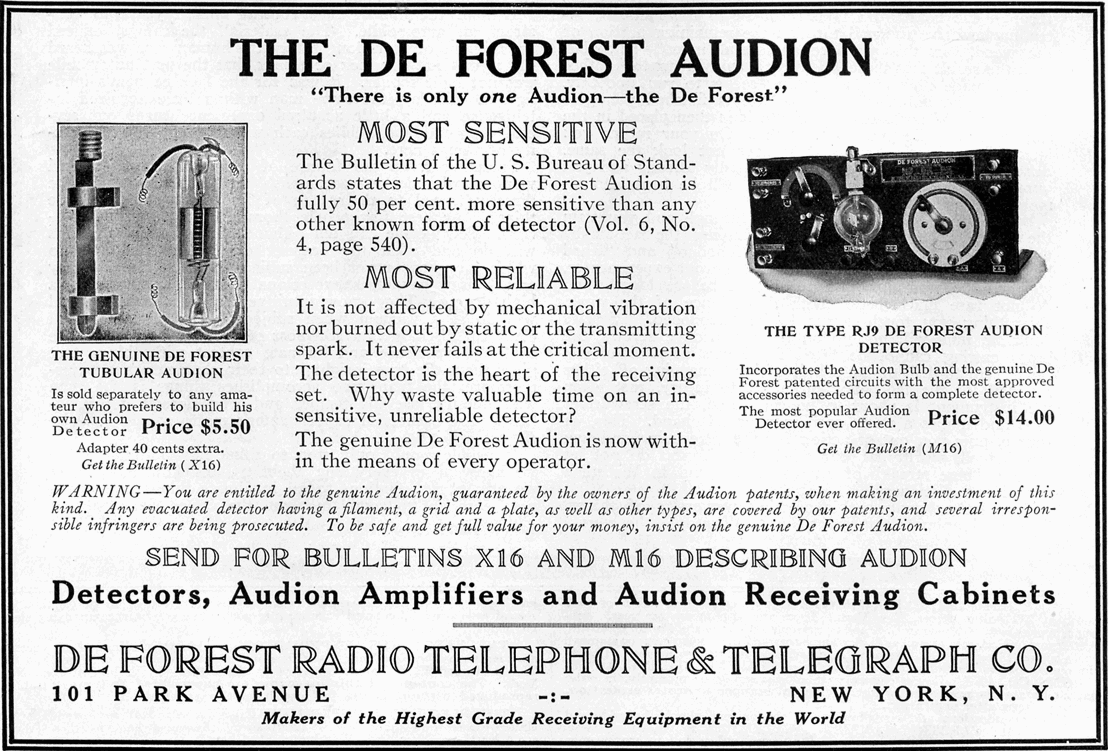
إعلان عن أنبوب Audion المفرغ الذي اخترعه Lee De Forest في عام 1907، من مجلة The Electrical Experimenter

استمر دي فورست في تصنيع وتوريد الأوديون للبحرية الأمريكية حتى أوائل العشرينيات من القرن الماضي، لصيانة المعدات الموجودة، ولكن في أماكن أخرى، تم اعتباره إختراعاً عفا عليها الزمن بالفعل. لقد كان الصمام الثلاثي هو الذي جعل البث الإذاعي العملي حقيقة واقعة.
قبل تقديم الأوديون، استخدمت أجهزة استقبال الراديو مجموعة متنوعة من أجهزة الكشف بما في ذلك المكشاف البلوري. يتألف المكشاف البلوري الأكثر شيوعًا من قطعة صغيرة من الكريستال الجاليني يتم فحصها بواسطة سلك رفيع يُشار إليه عادةً باسم «كاشف طولي القط». كان غير موثوق للغاية، ويتطلب تعديلًا متكررًا لشعر القط ولم يقدم أي تضخيم. تتطلب هذه الأنظمة عادةً من المستخدم الاستماع إلى الإشارة من خلال سماعات الرأس، وأحيانًا بمستوى صوت منخفض جدًا، حيث أن الطاقة الوحيدة المتاحة لتشغيل سماعات الرأس هي تلك التي يلتقطها الهوائي. بالنسبة للاتصالات طويلة المدى، كانت هناك حاجة عادة إلى هوائيات ضخمة، وكان لابد من تغذية جهاز الإرسال بكميات هائلة من الطاقة الكهربائية.
كان الأوديون بمثابة تحسن كبير، لكن الأجهزة الأصلية لم تستطع تقديم أي تضخيم لاحق لما تم إنتاجه في عملية الكشف عن الإشارة. سمحت الصمامات الثلاثية الفراغية اللاحقة بتضخيم الإشارة إلى أي مستوى مرغوب فيه، عادةً عن طريق تغذية الخرج المضخم للصمام الثلاثي في الشبكة التالية، مما يوفر في النهاية أكثر من طاقة كافية لتشغيل مكبر صوت كامل الحجم. بصرف النظر عن هذا، كان الأوديون قادر على تضخيم إشارات الراديو الواردة قبل عملية الكشف، مما يجعلها تعمل بكفاءة أكبر.
بحلول أواخر العشرينيات من القرن الماضي، بدأت «أجهزة الراديو الأنبوبية» تصبح عنصرًا أساسيًا في معظم المنازل في العالم الغربي، وظلت كذلك حتى فترة طويلة بعد إدخال أجهزة الراديو الترانزستور في منتصف الخمسينيات من القرن الماضي.